# Synagogan i Sabile
Synagogan i Sabile (lettiska: Sabiles sinagoga) är en synagoga i Sabile i Lettland.
Synagogan uppfördes 1890 och var aktiv fram till andra världskriget. Den renoverades från 2001 till 2004 och rymmer i dag "Mūsdienu mākslas un kultūras centrs". 
Byggnaden är ett byggnadsminne.